# Netýkavka malokvětá
Netýkavka malokvětá (Impatiens parviflora) je jednoletá bylina z čeledi netýkavkovitých (Balsaminaceae).

## Popis

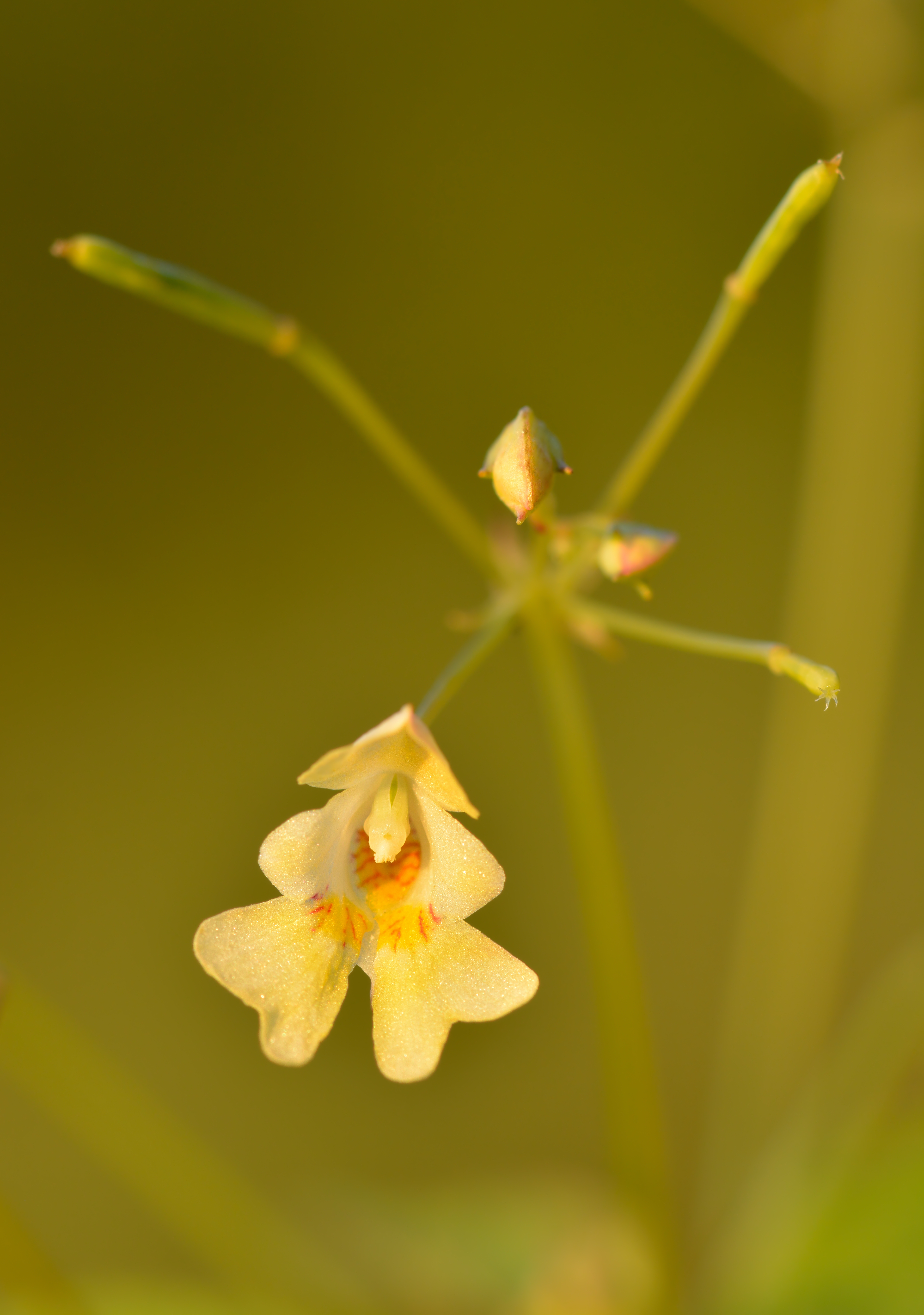

Netýkavka malokvětá dosahuje výšky 30–80 cm, má dutou lodyhu, která je v místě kolének ztluštělá. Listy jsou pilovité s krátkým řapíkem, vejčité až podlouhlé, na bázi klínovité, zašpičatělé. Kvete světle žlutě až žlutozeleně s červenou kresbou uvnitř. Květy jsou malé, tvoří stopkaté 4–10květé hrozny. Plodem jsou tobolky podlouhle kyjovitého tvaru citlivé na dotek, při podráždění z nich vystřelují semena.
Netýkavka malokvětá kvete v době od června do září.

## Stanoviště
Roste v okolí tekoucích i stojatých vod, ve vlhkých stinných lesích, na okraji lesních cest, v zahradách, parcích, v oblastech od nížinatých krajin po horská pásma. Má ráda vlhké humózní půdy bohaté na dusík a živiny.

## Rozšíření
Je považována za invazní rostlinu, plevelný druh, který vytlačuje původní druhy rostlin. V ČR není původní, pochází z Asie, z oblasti Sibiře, odkud se druhotně dostala do Severní Ameriky, severní Afriky a do Evropy. V ČR byla v minulosti pěstována v botanických zahradách a v zámeckých parcích a odtud se postupně rozšířila na celé území.

## Význam a zajímavosti
Netýkavka malokvětá je dokonale uzpůsobena k šíření semen, rychlost jejího rozšiřování se může pohybovat až kolem 24 km/rok. Rostlina je odolnější vůči patogenům, zároveň vylučuje i látky, které zabraňují růstu vegetace v jejím okolí. Tímto způsobem postupně nahrazuje původní rostliny.
Používání k léčebným účelům se nedoporučuje kvůli přítomnosti mírně toxických sloučenin.